# Krékelsbierg
Krékelsbierg är en kulle i Luxemburg. Den ligger i den östra delen av landet, 12 kilometer öster om staden Luxemburg. Toppen på Krékelsbierg är 373 meter över havet.